# 内鬼
内鬼（英語：Inside Men）是一部英国电视剧。本剧先是讲述了一场凶恶的抢劫，之后探索了抢劫犯的犯罪动机。
本剧由4集节目组成，从2012年2月2日起在英國廣播公司第一台播出，每周一集。将不会继续拍摄。
节目从2011年8月开始拍摄，拍摄了10周。